# Palais présidentiel de Zagreb
Pour les articles homonymes, voir Palais présidentiel (homonymie).
Le palais présidentiel (Croate : Predsjednički dvori, appelé couramment par métonymie Pantovčak) de Zagreb est la résidence officielle du président de la République de Croatie depuis la fin de l'année 1991. Il est situé à Pantovčak, à Zagreb. Cependant, le président ne réside pas dans ce bâtiment, qui abrite plutôt le bureau du président, tandis que le président continue de résider dans sa résidence privée pendant la durée de son mandat.
Néanmoins, les cérémonies d'accueil pour les dignitaires étrangers en visite, les fonctions d'État comme les commémorations des fêtes nationales, et les consultations avec les dirigeants des partis parlementaires lors des processus de formation du gouvernement après les élections se tiennent généralement au palais. De plus, il est devenu habituel pour le président sortant et le président élu de tenir une réunion et une conférence de presse conjointe au palais le dernier jour de mandat de l'ancien président, avant son départ définitif des lieux et le début du mandat du nouveau président.
Le bâtiment couvre une superficie de 3 700 mètres carrés. Dans le budget gouvernemental de 2009, il a été alloué 54 millions de kuna (environ 7,3 millions d'euros) au bâtiment. En mai 2008, le bureau employait 170 personnes, avec un effectif maximum fixé à 191 par le Règlement sur l'organisation interne du Bureau du président de la Croatie.